# John Heijning
Johannes Cornelis Heijning dit John Heijning (12 décembre 1884 à La Haye et mort le 19 mai 1947) est un footballeur international néerlandais, qui évoluait au poste de défenseur.

## Biographie

### Carrière en club
Il passe l'intégralité de sa carrière de joueur au VV La Haye. Avec ce club, il est sacré champion des Pays-Bas en 1907 et en 1910.

### Carrière en sélection
Il dispute un total de 8 matchs en faveur de la sélection néerlandaise. Il joue son premier match en équipe nationale le 1er avril 1907 contre l'Angleterre et son dernier le 28 avril 1912 face aux Pays-Bas.
Il fait partie de la sélection néerlandaise lors des Jeux olympiques de 1908, compétition lors de laquelle il remporte la médaille de bronze. Il ne joue aucun match lors du tournoi olympique.

## Palmarès
| VV La Haye - Championnat des Pays-Bas (2) : - Champion : 1906-07 et 1909-10. |  | Pays-Bas - Jeux olympiques d'été : - Bronze : 1908. |